# Rigyác
Rigyác is een plaats (község) en gemeente in het Hongaarse comitaat Zala. Rigyác telt 527 inwoners (2001).